# ニコラ・ド・ラルジリエール
ニコラ・ド・ラルジリエール（Nicolas de Largillière、 1656年10月10日 - 1746年3月20日）はパリ生まれの画家である。主に肖像画を描いた。ジャン＝フランソワ・ド・トロワ、イアサント・リゴーと共に十八世紀初頭のフランスの三大肖像画家として位置づけられている。

## 略歴
パリの貿易商人の息子に生まれた。3歳の時、父親にアントウェルペンに伴われ、イギリスでも2年ほど子供時代を過ごした。父親は、商売を教えたかったが、美術の道に進み12歳になった1668年に、アントウェルペンの画家、アントン・グボー(Anton Goubau:1616-1698)の工房に入った。1772年にはアントウェルペンの聖ルカ組合の会員になった。18歳になった時に再びイギリスに渡り、イングランドのチャールズ2世の宮廷画家、ピーター・レリーの助手に雇われ、ウィンザー城の美術作品の修復にも携わった。ラルジリエールの見事な作品の修復がチャールズ2世の関心をひき、宮廷で働くことを望まれたが、1670年代末からの「カトリック陰謀事件」と呼ばれる、カトリックへの反感による事件の噂が高まったことから、身の危険を感じて、イギリスを離れた。
1682年からパリで主に肖像画家として働き始め、多くの有力者、有名人の肖像画を描いた。1685年にイングランドでジェームズ2世が即位した後、再びロンドンに招かれ、宮廷画家となることを望まれたが、それを断り1686年の初めにはパリに戻った。
1686年に王立絵画彫刻アカデミーの名誉会員の称号を与えられ、1690年にアカデミーの歴史画の会員に登録された。肖像画家として大きな成功をおさめ、アカデミーの要職を務めた。
弟子や学生にはジャン＝バティスト・ウードリーやハンガリー出身のマーニョキ・アーダーム(Mányoki Ádám)、スウェーデン出身のグスタフ・ルントベリらがいる。

## 作品

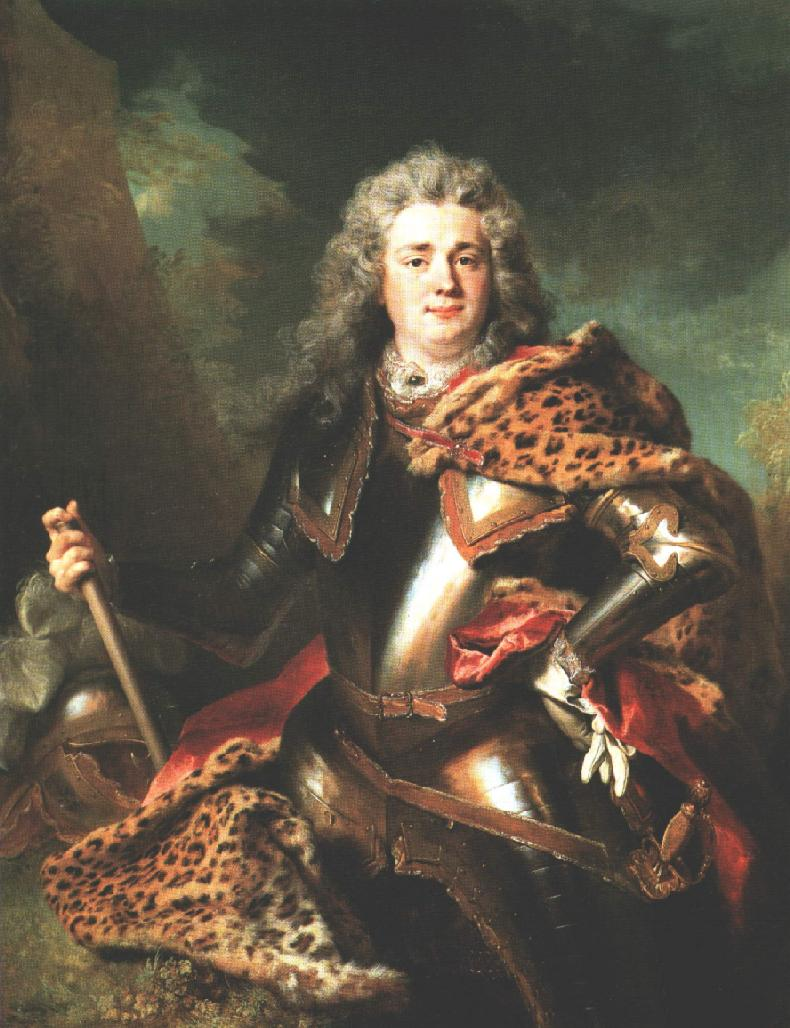
François Armand de Contaut
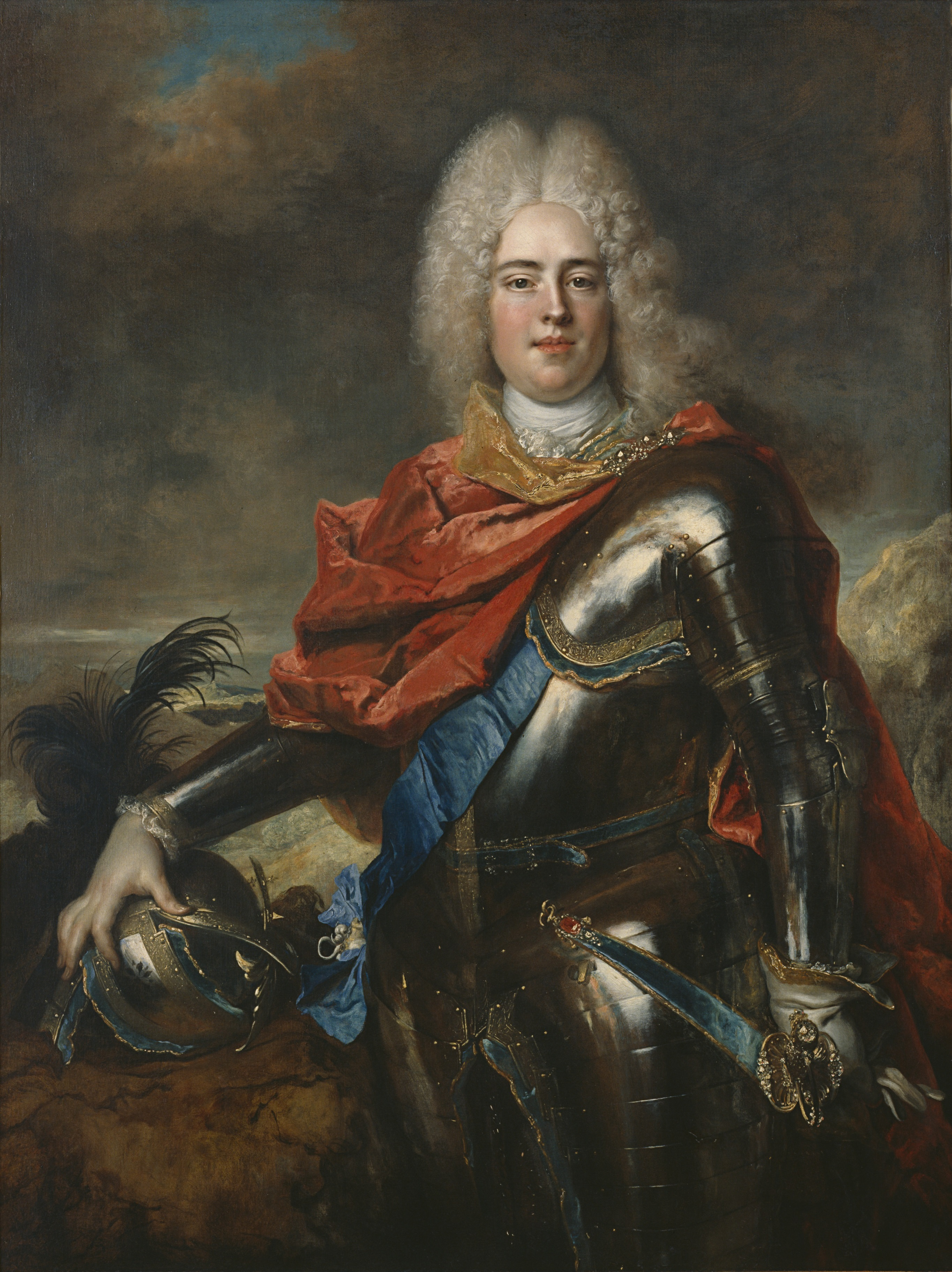
アウグスト3世 (ポーランド王)
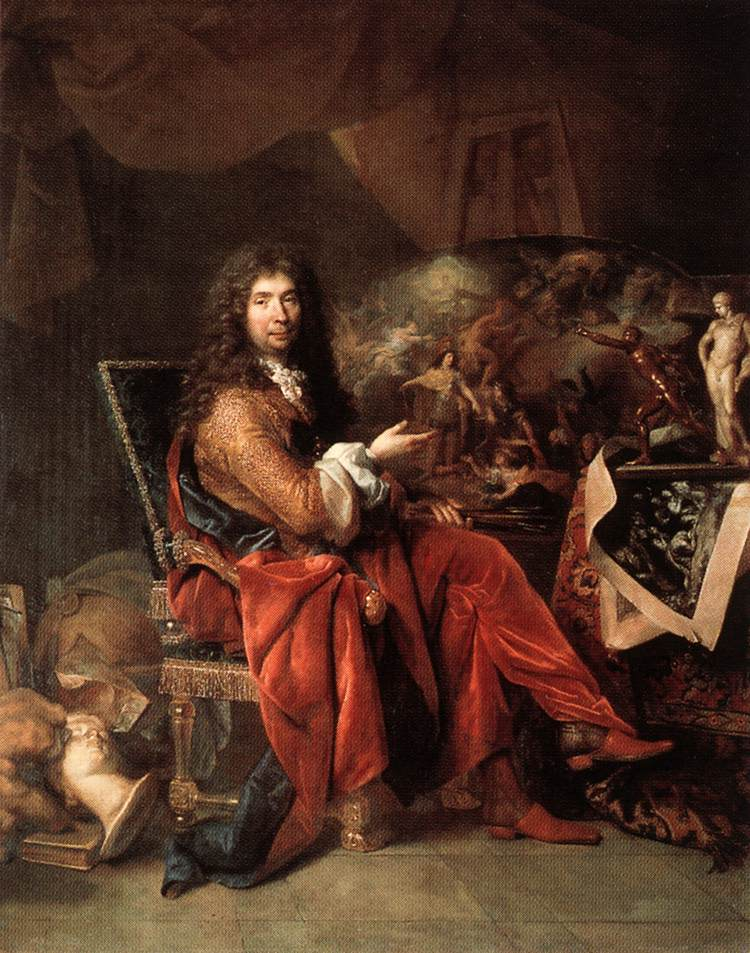
シャルル・ルブラン-画家
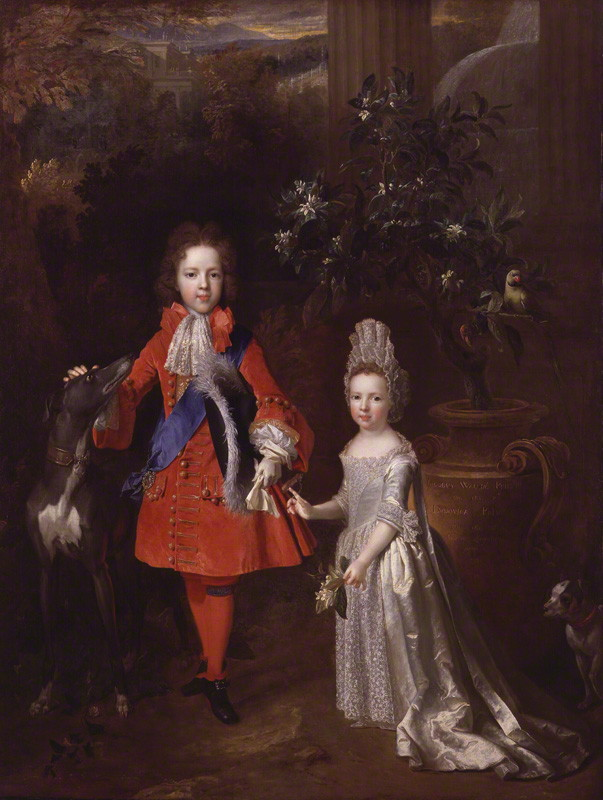
ルイーザ王女とジェームズ王子

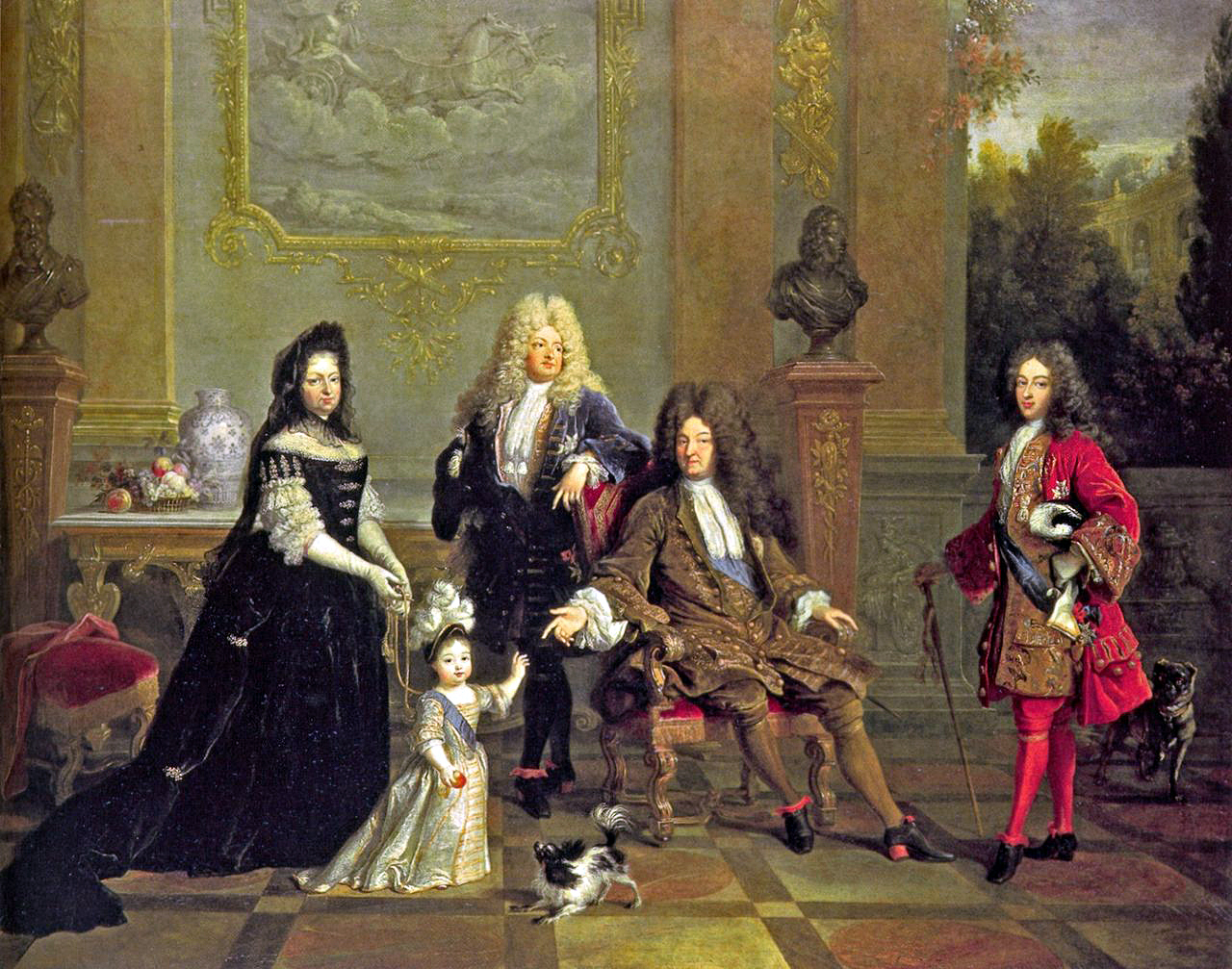
ルイ16世とその家族
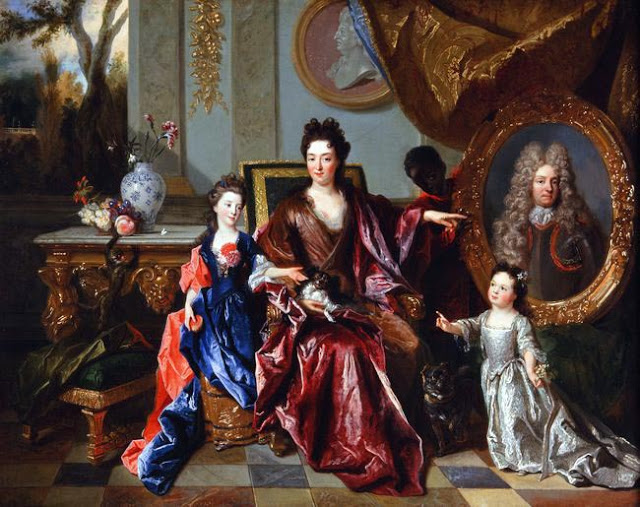
ノアイユ女侯爵と子供たち
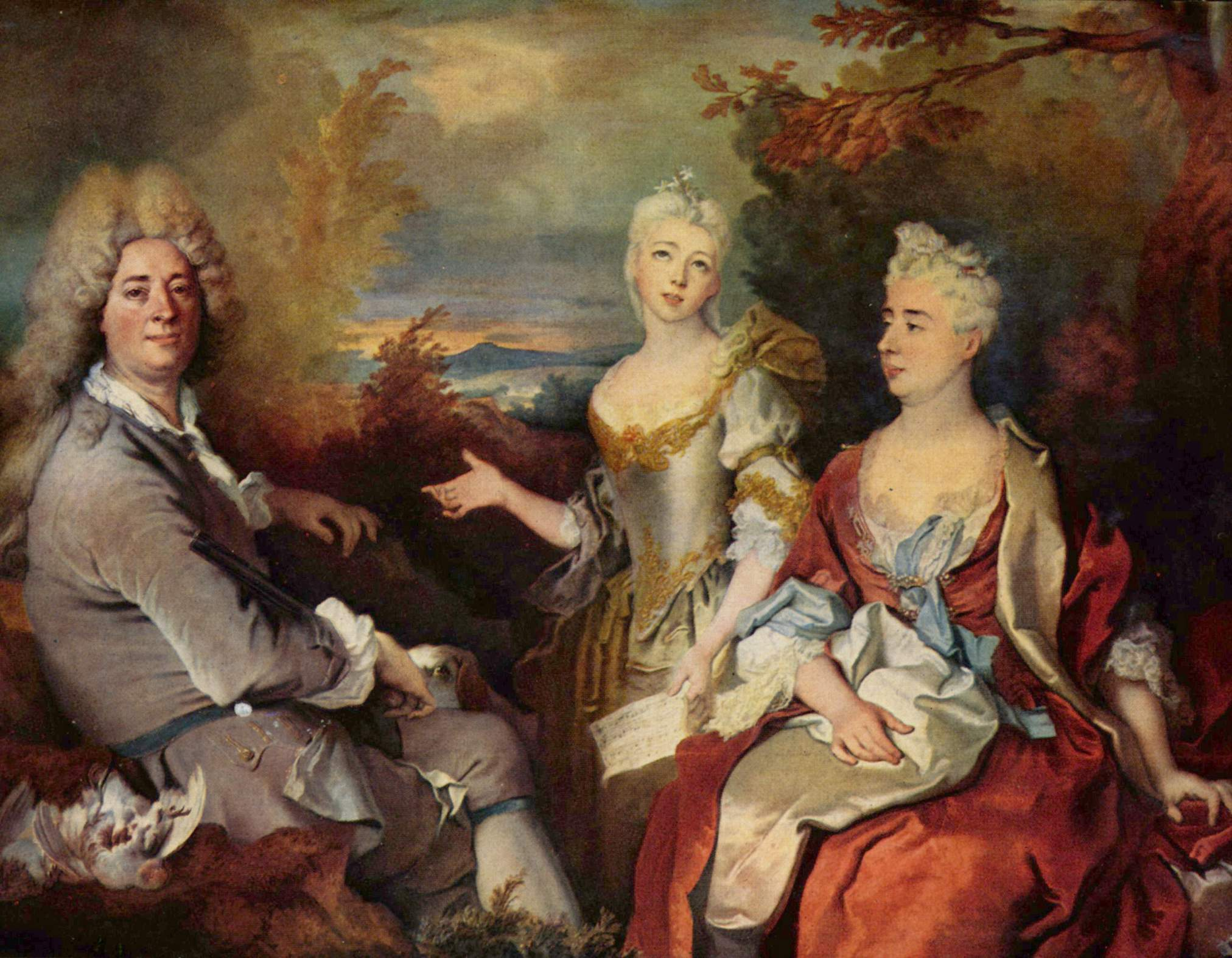
家族との自画像